# Douglas Boswell
Douglas Boswell (Brussel, 14 maart 1975) is een Belgisch film- en televisieregisseur. Hij studeerde aan het RITS in Brussel. Zijn eerste korte film als regisseur was Romance, die in 2004 als eerste Vlaamse korte film de selectie van het filmfestival van Montreal haalde.
Zijn eerste langspeelfilm Labyrinthus verscheen in 2014.

## Films
- Labyrinthus (2014)
- Zeppos - Het Mercatorspoor (2022)

## Series
- LouisLouise (2008-2009)
- David (2009-2010)
- Ella (2010-2011)
- De Elfenheuvel (2011)
- Altijd Prijs (2015)
- Kattenoog - Het geheim van de griezelclub (2015)
- Familie (2016)
- Buck (2018)